# Лісопотік
Лісопоті́к —  населений пункт України, у Яворівському районі Львівської області. Населення становить 107 осіб. Орган місцевого самоврядування - Івано-Франківська селищна рада.